# Senna pendula
Senna pendula (лат.) — растение семейства Бобовые. Характерен для Южной Америки, используется в различных частях мира в качестве декоративного растения и является экологическим сорняком в Австралии.
Является инвазионным видом

## Описание
Это быстрорастущий раскидистый, стелющийся или прямостоячий кустарник, достигающий 2–4 метров в высоту с разветвлёнными и изогнутыми стеблями и ветвями.
Цветы ярко-жёлтые диаметром около 3 см, имеют пять больших лепестков и собраны в пучки листьев на кончиках ветвей. Плод находится в цилиндрическом стручке (длиной 10–20 см и шириной 6–12 мм), который свисает вниз. Цветёт ранней осенью, а также иногда в начале лета.

## Подвиды
Senna pendula имеет 17 подвидов:
- S. p. advena
- S. p. ambigua
- S. p. dolichandra
- S. p. eriocarpa
- S. p. glabrata
- S. p. hemirostrata
- S. p. indistincta
- S. p. meticola
- S. p. mission
- S. p. ovalifolia
- S. p. paludicola
- S. p. pendula
- S. p. praeandina
- S. p. recondita
- S. p. scandens
- S. p. stahlii
- S. p. tenuifolia